# Karmelitánský klášter (Paříž)
Karmelitánský klášter (francouzsky Couvent des Carmélites) byl ženský klášter bosých karmelitánů v Paříži v 5. obvodu. Klášter byl založen v roce 1603 a zbořen byl za francouzské revoluce roku 1797.

## Poloha
Klášter se nacházel na předměstí Faubourg Saint-Jacques naproti Val-de-Grâce v prostoru dnešního domu č. 284 na Rue Saint-Jacques a částečně na místě Lycea Lavoisier až k Rue Henri-Barbusse.

## Historie
V letech 1605 až 1668 bylo ve Francii založeno přes 60 karmelitánských klášterů. V roce 1603 se Kateřina Orleánská, vévodkyně Longueville, rozhodla založit ve Francii karmelitánský klášter podle reformy Terezie od Ježíše. Od kardinála Françoise de Joyeuse získala objekt. Barbe Acarie a její bratranec Pierre de Bérulle přesvědčili generálního představeného karmelitánského řádu ve Španělsku, aby poslal do Francie šest jeptišek. Král Jindřich IV. se zpočátku zdráhal povolit nový katolický řád podporovaný rodinou Guise, neboť království se stále zotavovalo z náboženských válek, ale nakonec ustoupil. Jeptišky dorazily do Paříže 17. října 1604.
V roce 1617 byl postaven klášter na Rue Chapon s finanční podporou vévodkyně Longueville a jejího syna. Klášterní kostel byl vysvěcen roku 1625. Na výzdobě kláštera se podíleli např. Charles Le Brun nebo Philippe de Champaigne. V tamním kostele měl kázání Jacques-Bénigne Bossuet.
V roce 1676 do kláštera vstoupila do kláštera Louise de La Vallière a po ní též Madame de Montespan. V klášteře byly pohřbeny např. Anna Henrietta Bavorská nebo Anna Marie Martinozzi.
Karmelitánský řád byl zrušen za Francouzské revoluce v roce 1790. Klášterní pozemky byly rozděleny a na jejich místě vznikly ulice Rue du Val-de-Grâce a Rue Pierre-Nicole.
V roce 1800 byla řádová komunita obnovena v části původních prostor. V roce 1920 se komunita přesunula do Clamartu. Ze zbořeného kostela se dochovalo v muzeích několik obrazů Philippa de Champaigne: Uvedení Páně do chrámu v Dijonu, Vzkříšení Lazara v Grenoblu nebo Nanebevzetí Panny Marie v Louvru.